# Hải âu vàng mỏ lớn Đại Tây Dương
Hải âu vàng mỏ lớn Đại Tây Dương, tên khoa học Thalassarche chlororhynchos, là một loài chim trong họ Diomedeidae. Chúng được Gmelin phân loại vào năm 1789.